# Wellington
Wellington, in māori Pōneke (AFI: /ˈpɔːnɛkɛ/ · ; detta anche Te Whanganui-a-Tara, /te faŋaˈnʉi a taˈɾa/ · ), è la capitale della Nuova Zelanda ed è la seconda città del paese, dopo Auckland, per numero di abitanti.

## Origine del nome
La città è chiamata dai maori Te Whanga-nui-a-Tara ("il grande porto di Tara"), mentre il nome inglese prima fu "Port Nicholson" e successivamente "Wellington", in onore di Arthur Wellesley, duca di Wellington, vincitore della battaglia di Waterloo.
La città moderna è anche soprannominata The city of wind (la città del vento), Harbour Wellington (porto Wellington), oppure più recentemente Wellywood (in occasione del suo debutto nella produzione cinematografica).

## Geografia fisica

### Territorio
Wellington è situata sulla punta sud-occidentale dell'isola del Nord e si trova tra lo Stretto di Cook e la catena montuosa Remutaka. È la città capitale più meridionale del mondo, ed è nel contempo anche la più remota poiché lontana da qualsiasi altra.
L'area urbana di Wellington è il centro principale dell'Isola del Nord meridionale nonché il capoluogo della Regione di Wellington, che oltre alla zona urbana comprende la costa Kapiti e Wairarapa.
La zona metropolitana della città è suddivisa in quattro quartieri: Wellington City, sulla penisola tra lo stretto di Cook e il porto, Porirua City, a nord, Lower Hutt City e Upper Hutt City.
L'amministrazione cittadina si estende su tre isole: Matiu, Makaro e Mokopuna. La prima di queste isole è stata usata come luogo di quarantena per le persone e gli animali, e anche come campo di internamento durante i due conflitti mondiali: oggi è un luogo di conservazione, in cui vengono protette specie in pericolo, così come Kapiti che si trova più al largo. È possibile raggiungere queste isole tramite il traghetto Dominion Post.
Wellington ha subito gravi danni durante una serie di terremoti nel 1848 (8,2 della scala Richter) e nel 1855.
Questi terremoti trasformarono l'area intorno al porto in una palude; la zona è stata successivamente recuperata e oggi vi si trova il Central Business District, il quartiere degli affari.

### Clima
Il clima è generalmente moderato per tutto l'anno. Raramente si superano i 25 °C, mentre la minima è intorno ai 4 °C. I record della più alta e più bassa temperatura registrate in città sono rispettivamente di 31,1 °C e di −1,9 °C. La città in media ha 2 025 ore (169 giorni circa) di sole all'anno ed è molto ventosa, con una piovosità media annua di 1249 mm. Giugno e luglio sono i mesi più piovosi e freddi. La neve è molto rara.
| Wellington          | Mesi | Mesi | Mesi | Mesi | Mesi | Mesi | Mesi | Mesi | Mesi | Mesi | Mesi | Mesi | Stagioni | Stagioni | Stagioni | Stagioni | Anno  |
| Wellington          | Gen  | Feb  | Mar  | Apr  | Mag  | Giu  | Lug  | Ago  | Set  | Ott  | Nov  | Dic  | Est      | Aut      | Inv      | Pri      | Anno  |
| ------------------- | ---- | ---- | ---- | ---- | ---- | ---- | ---- | ---- | ---- | ---- | ---- | ---- | -------- | -------- | -------- | -------- | ----- |
| T. max. media (°C)  | 21,4 | 21,8 | 20,3 | 18,0 | 15,4 | 13,2 | 12,4 | 13,0 | 14,6 | 16,2 | 17,9 | 19,7 | 21,0     | 17,9     | 12,9     | 16,2     | 17,0  |
| T. min. media (°C)  | 13,4 | 13,4 | 12,5 | 10,3 | 8,1  | 6,3  | 5,7  | 5,9  | 7,3  | 8,8  | 10,5 | 12,2 | 13,0     | 10,3     | 6,0      | 8,9      | 9,5   |
| Precipitazioni (mm) | 66   | 54   | 80   | 97   | 110  | 119  | 126  | 114  | 87   | 86   | 77   | 82   | 202      | 287      | 359      | 250      | 1 098 |

## Storia

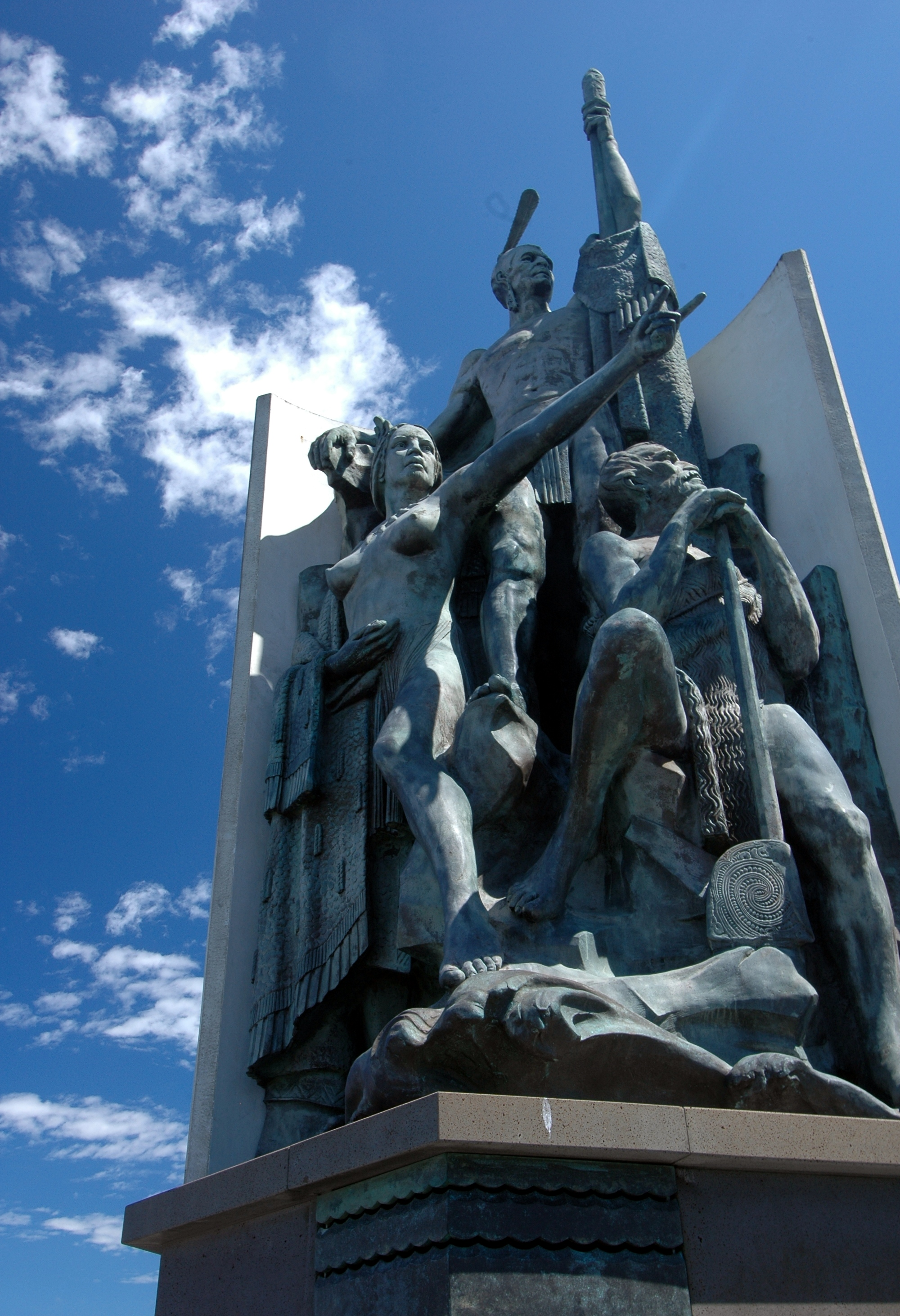
Scultura del Gruppo di Kupe.

Una leggenda maori racconta che il grande navigatore polinesiano Kupe scoprì ed esplorò la zona dove sarebbe sorta la città intorno al X secolo.
Il primo insediamento europeo fu stabilito con l'arrivo dei coloni a bordo della nave Tory, il 20 settembre 1839; altre 150 persone arrivarono sulla nave Aurora il 22 gennaio 1840. I coloni costruirono le loro case alla foce della zona pianeggiante del fiume Hutt.
Nel 1865 Wellington divenne la capitale della Nuova Zelanda, in sostituzione di Auckland, dove William Hobson, l'aveva posta nel 1841. Il primo ministro della Nuova Zelanda, Alfred Domett, presentò al Parlamento una proposta di legge, in cui si esprimeva la necessità di trasferire la capitale in una località adatta.

## Monumenti e luoghi d'interesse

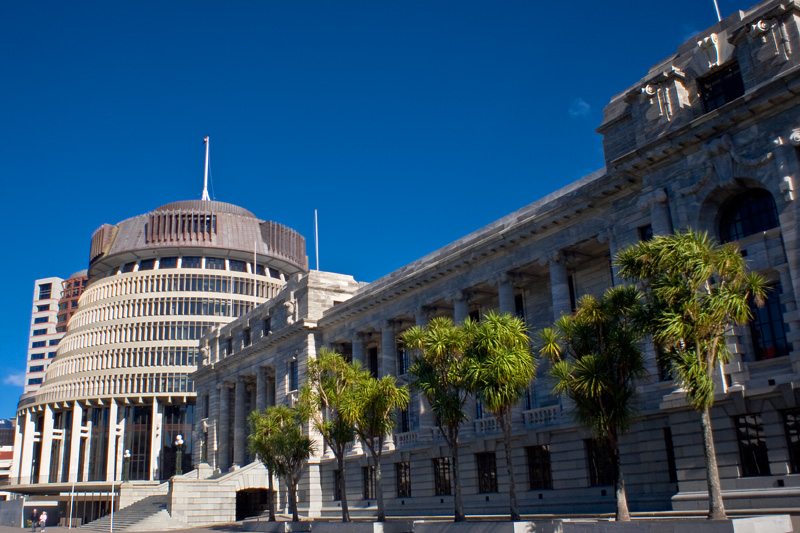
Il Parlamento della Nuova Zelanda.

Nel 2008 Wellington è stata classificata come città Gamma secondo il gruppo di studio del Globalization and World Cities (GaWC). Nel 2010, l'indagine di Mercer ha classificato la città al 12º posto su scala mondiale. Nel 2010 Lonely Planet, ha definito Wellington "la più piccola capitale cool del mondo", inserendola inoltre tra le dieci città da visitare nell'anno seguente per via della Coppa del Mondo di rugby.
Wellington presenta una varietà di stili architettonici. Casette di legno del XIX secolo, come la Italianate Katherine Mansfield Birthplace; strutture in Art déco, situate nel vecchio quartiere del Wellington Free Ambulance, come l'Edificio AMP Society, la Central Fire Station, i Fountain Court Apartments, la City Gallery, e il vecchio Post and Telegraph Building.
Sono presenti anche strutture dalle forme e dai colori vivaci nel Central Business District,dove si trova l'edificio più alto della città, il Majestic Centre sulla Willis Street, con 116 metri d'altezza.
L'edificio più antico è del 1858, ovvero la Casa Coloniale a Mount Cook. Old Saint Paul's è un esempio del XIX secolo di architettura Gothic Revival adattata alle condizioni coloniali e materiali come anche la chiesa Saint Mary of the Angels.
Il Museum of Wellington City & Seabuilding e il Bond Store sono nello stile del secondo impero francese; il Wellington Harbour Board Wharf Office Building è del tardo classico inglese.
Ci sono diversi teatri restaurati, tra cui il St. James Theatre, l'Opera House e l'Embassy Theatre.

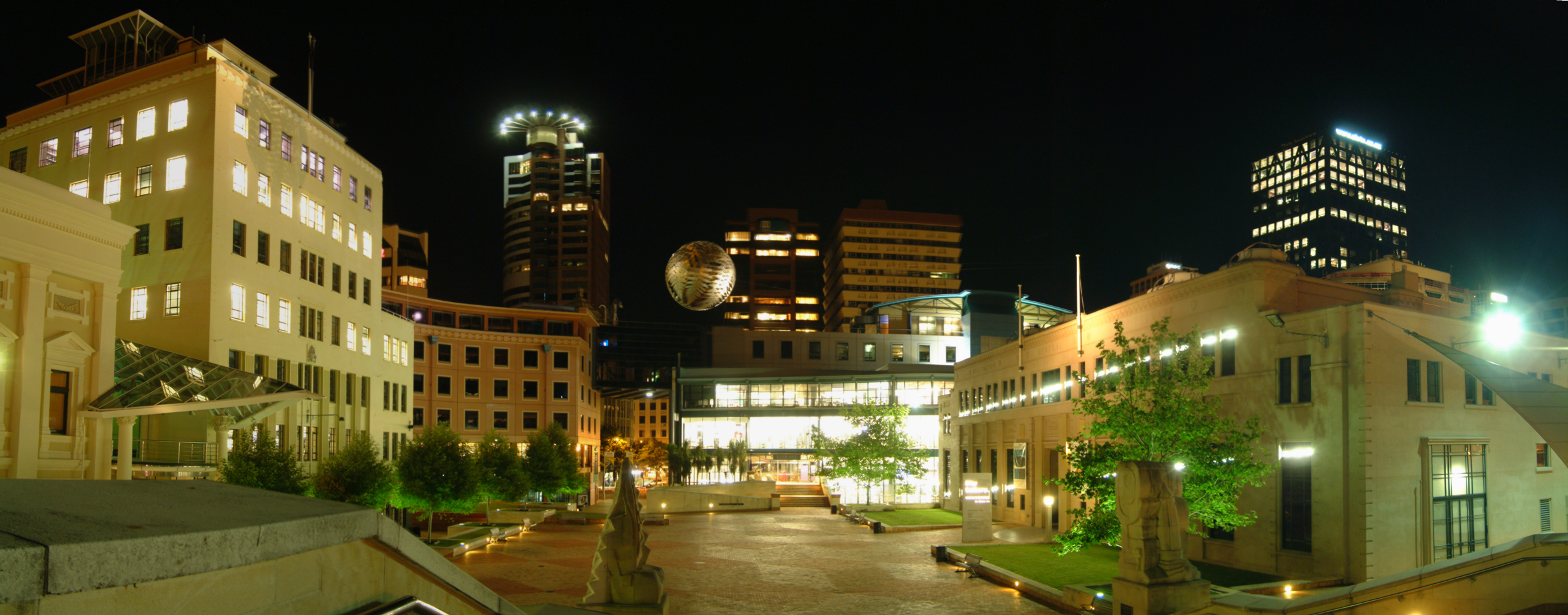
Civic Square

Civic Square, la piazza centrale, è circondata dalla Town Hall, dal Michael Fowler Centre, dalla Wellington Central Library, dal "Capital E" (National Theatre for Children), dal City-to-Sea Bridge e dalla City Gallery.
Il Museum of New Zealand Te Papa Tongarewa si trova sul lungomare.
Tra gli edifici governativi vi sono i New Zealand Parliament Buildings, situati all'angolo di Lambton Quay e Molesworth Street, costruiti tra il 1969 e il 1981, comunemente chiamati Beehive (alveare). Sul lato opposto della strada vi è il più grande edificio in legno dell'emisfero australe, parte dei vecchi Government Buildings, che ospita oggi la facoltà di giurisprudenza dell'Università Victoria di Wellington.
Altri edifici importanti sono: la Wellington Town Hall, la Wellington Railway Station, il Dominion Museum (ora Massey University), lo State Insurance Building, il Westpac Stadium, la Cattedrale del Sacro Cuore, la Casa Turnbull.
A Wellington vi sono anche molte sculture famose, come la Bucket Fountain sulla Cuba Street e la Invisible City dello scultore Anton Parsons, lungo il molo Lambton Quay.

## Cultura e stile di vita
Il centro della città è compatto, e offre una serie di locali notturni, caffè, zone turistiche ed arte contemporanea. È un importante centro per la produzione cinematografica e teatrale.
Nelle classifiche mondiali si pone sempre ai primi posti tra le città che hanno una buona qualità della vita. Tra le città della regione Asia-Pacifico, Wellington è al terzo posto (nel 2009) dietro ad Auckland, e Sydney.
Negli ultimi anni la città è diventata più conveniente in termini del costo della vita, passando dal 93º posto (più costoso) al 139º posto (meno costoso) tra le altre città del mondo. Ha un reddito medio molto superiore alla media del paese, e una percentuale molto più alta di persone che lavorano nel settore terziario.
Wellington possiede un pittoresco porto naturale, e verdi colline circostanti adornate di ville coloniali. Sono presenti inoltre oltre 500 km² di parchi regionali e foreste. Il Central Business District, il quartiere degli affari, si trova a ridosso del Lambton Harbour.

### Musei

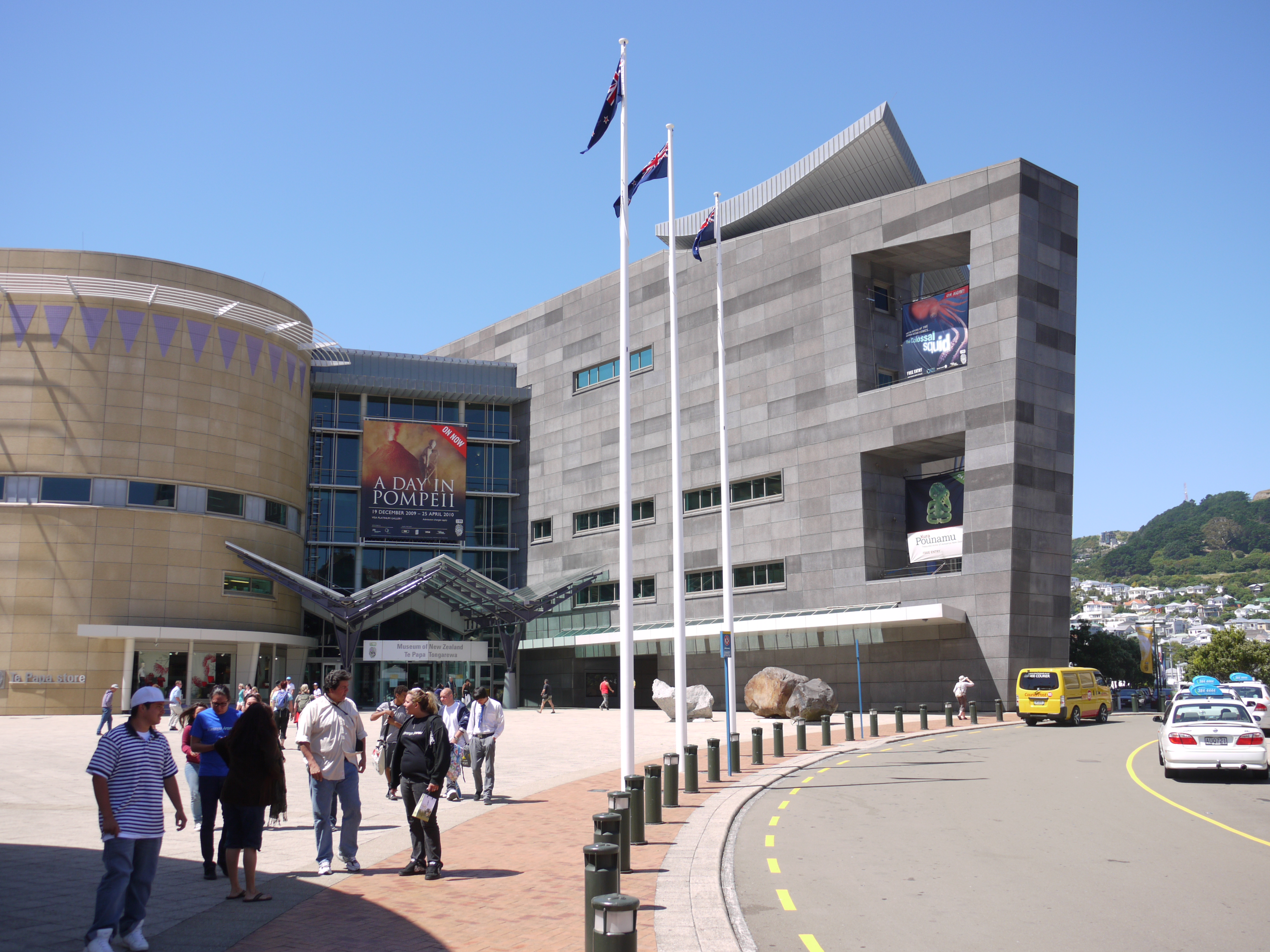
Te Papa Tongarewa Museum

- Te Papa Tongarewa: il museo principale di Wellington e primo per importanza della Nuova Zelanda. In lingua Maori, Te Papa vuol dire "il nostro posto". Questo museo contiene tutta la storia della Nuova Zelanda, a partire dalla prima colonizzazione Maori. Grande risalto ha l'aspetto geologico e biologico, che occupa un intero piano del museo. Il museo ospita anche esposizioni temporanee. Nel 2006/2007 ha ospitato "Qui tutto bene" una mostra dedicata agli italiani emigrati in Nuova Zelanda.
- The Museum of Wellington City and Sea: museo ad ingresso libero in cui viene ricostruita la vita sulle navi di immigranti dell'Ottocento e primo novecento, con area dedicata al Padre di Wellington, John Plimmer. Oltre ad avere una ricca collezione di manufatti dell'epoca, all'interno di una sala del museo è stata ricreato l'interno di un vascello inglese.
- Altri musei sono: il Katherine Mansfield Birthplace Museum, il Colonial Cottage, il New Zealand Cricket Museum, il Cable Car Museum, l'Old Saint Paul's, e la Wellington City Art Gallery.

### Teatri
Wellington è sede dei teatri Downstage Theatre, Bats Theatre, Circa Theatre, National Theatre Taki Rua Maori, Toi Whakaari e National Theatre for Children.
Il Wellington Performing Arts Centre è un importante centro teatrale locale. Il Theatre St James, in Courtenay Place, è un teatro molto popolare per rappresentazioni artistiche.

### Aree verdi

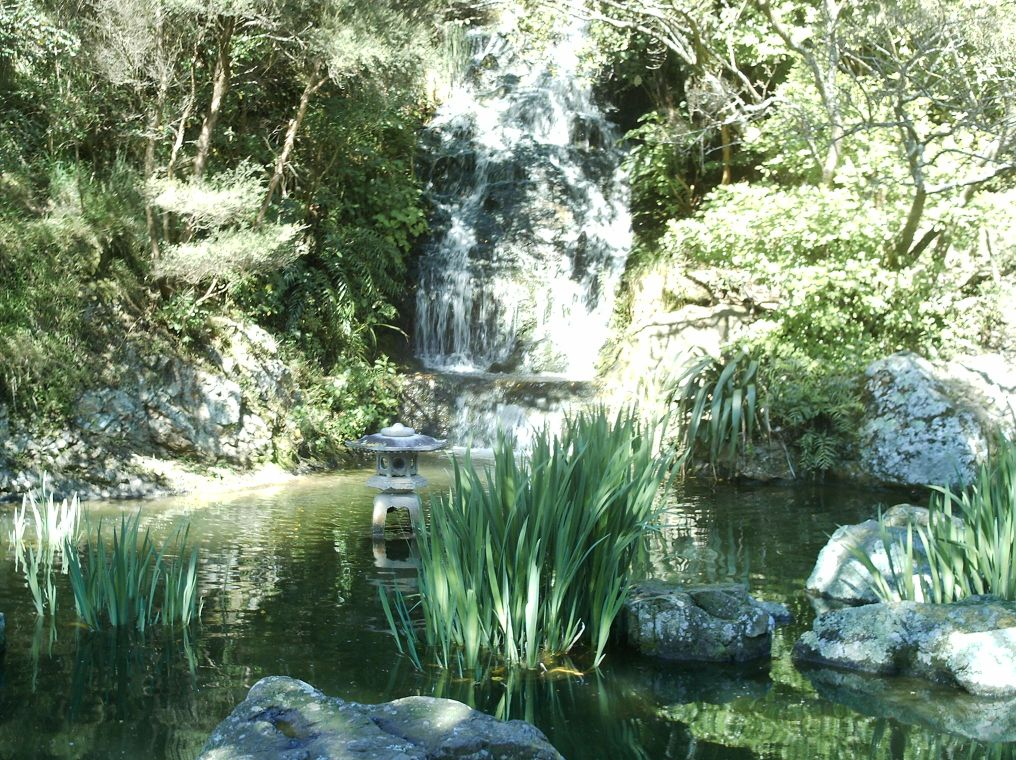
Wellington Botanic Garden

- Wellington Botanic Garden: situato sulla collina a ovest della città, è uno dei giardini botanici più grandi della Nuova Zelanda. Un servizio pubblico di trasporto su rotaia, la funicolare di Wellington (accanto al quale è situato un museo libero), collega il centro della città con il giardino.
- Mount Victoria: è il monte da cui si può ammirare il panorama sulla città. Sovrasta Wellingon e consente di osservare l'intera baia. Poco prima di arrivare in cima si incontra un totem rosso. Alcune riprese de Il Signore degli Anelli sono state effettuate lungo i sentieri che portano in vetta alla montagna.
- Zealandia: un piccolo parco naturale alla periferia di Wellington. È una delle poche zone in cui nidificano, fra gli altri, i kiwi, i tuatara e gli weta.

### Festival, cinema e musica
Wellington è diventata la sede di una miriade di eventi di alto profilo e di celebrazioni culturali, tra cui la biennale del New Zealand International Arts Festival, il Jazz Festival of Wellington, e grandi eventi come il Brancott World of Wearable Art, il Cuba Street Carnival, il Wellington Visa on a plate, il New Zealand Fringe Festival, il New Zealand International Festival of Comedy, il Summer City, il Wellington Folk Festival, il New Zealand Affordable Art Show, il New Zealand Sevens Weekend and Parade.

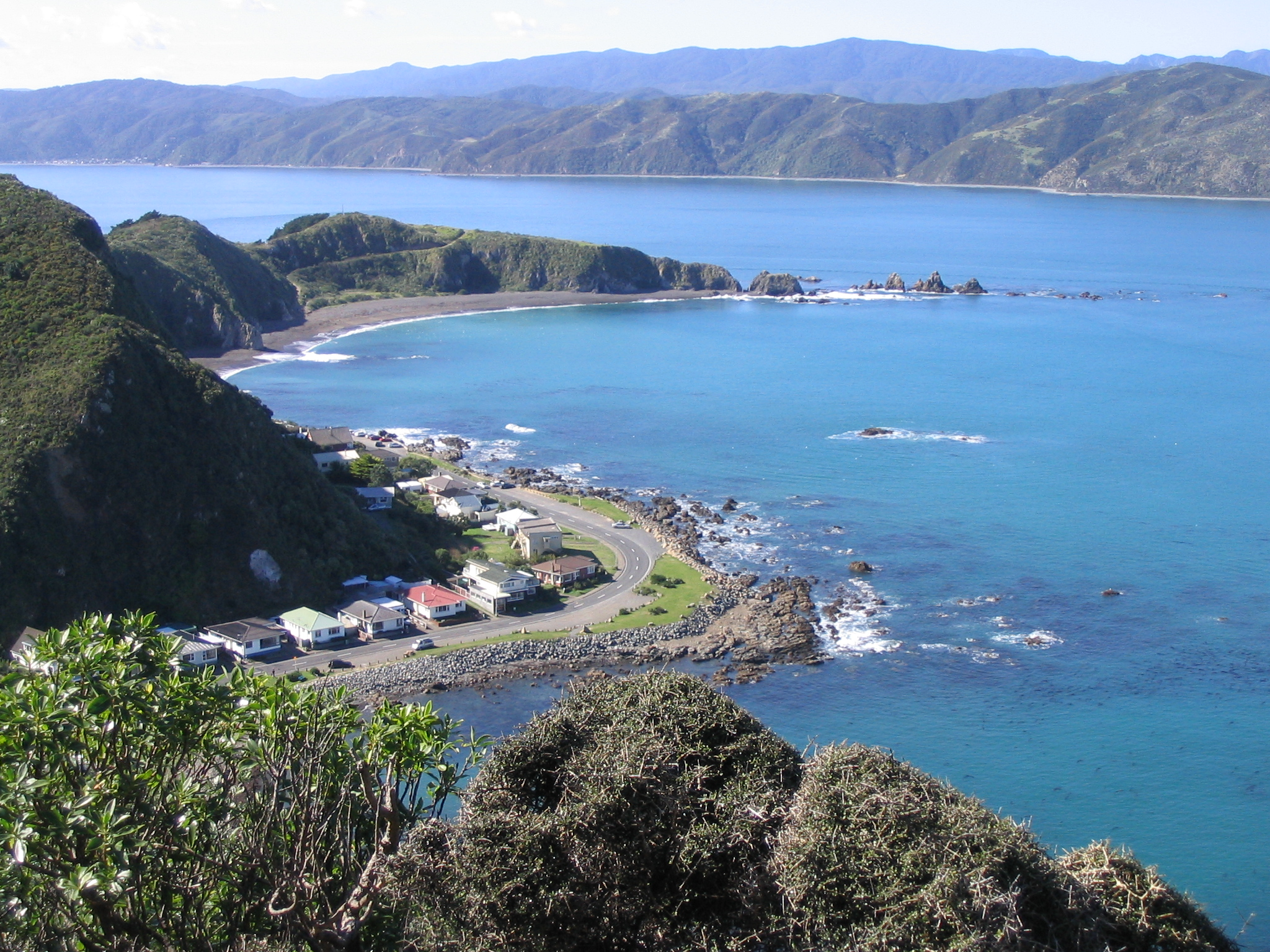
Miramar

Il regista Peter Jackson, Richard Taylor e un team sempre crescente di professionisti creativi hanno trasformato il sobborgo orientale di Miramar in un luogo di produzione cinematografica, dando luogo a Wellywood. Weta Workshop, Weta Digital, Studios Camperdown, Post Road Park, Stone Street Studios sono vicini al Wellington International Airport. Tra i film recenti girati parzialmente o totalmente a Wellington: Il Signore degli Anelli, King Kong e Avatar. Jackson ha descritto Wellington in questo modo: «Beh, c'è vento, ma in realtà è un posto incantevole, dove si è praticamente circondati dall'acqua e la baia. La città stessa è piuttosto piccola, ma le zone circostanti ricordano le colline nel nord della California, come Marin County vicino a San Francisco e la Bay Area. Una specie di incrocio tra questo e le Hawaii.»
La scena musicale locale ha prodotto negli ultimi anni, gruppi come: The Warratahs, The Phoenix Foundation, Shihad, Fly My Pretties, Rhian Sheehan, Fat Freddy Drop, The Black Seeds, Fur Patrol, Flight of the Conchords, Mockasins and Connan, Rhombus and form. La città è anche sede della New Zealand Symphony Orchestra e del New Zealand Royal Ballet.

### Cucina
A Wellington, la cultura del caffè è preminente. I ristoranti offrono una grande varietà di cucine, da quella europea a quella asiatica, a quella polinesiana in modo particolare. Tra i piatti locali che spiccano ci sono: l'agnello, il maiale, il cervo, il salmone, i gamberi, le ostriche, le cozze, le capesante, pipis e tuatua (frutti di mare della Nuova Zelanda), la kumara (patata dolce), il kiwi, il tamarillo, e il dolce nazionale chiamato Pavlova.

## Economia

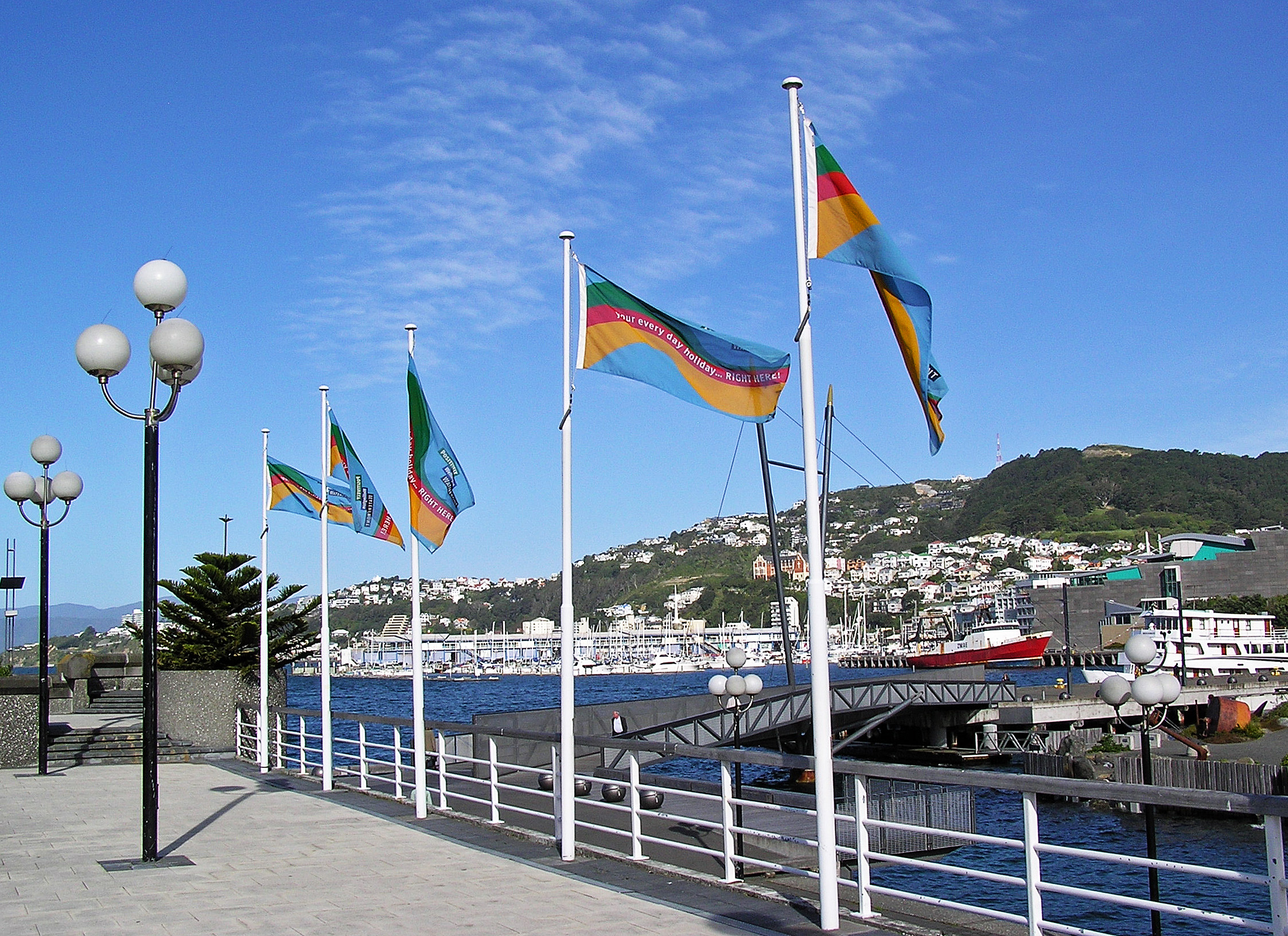
Laguna Wellington Harbour

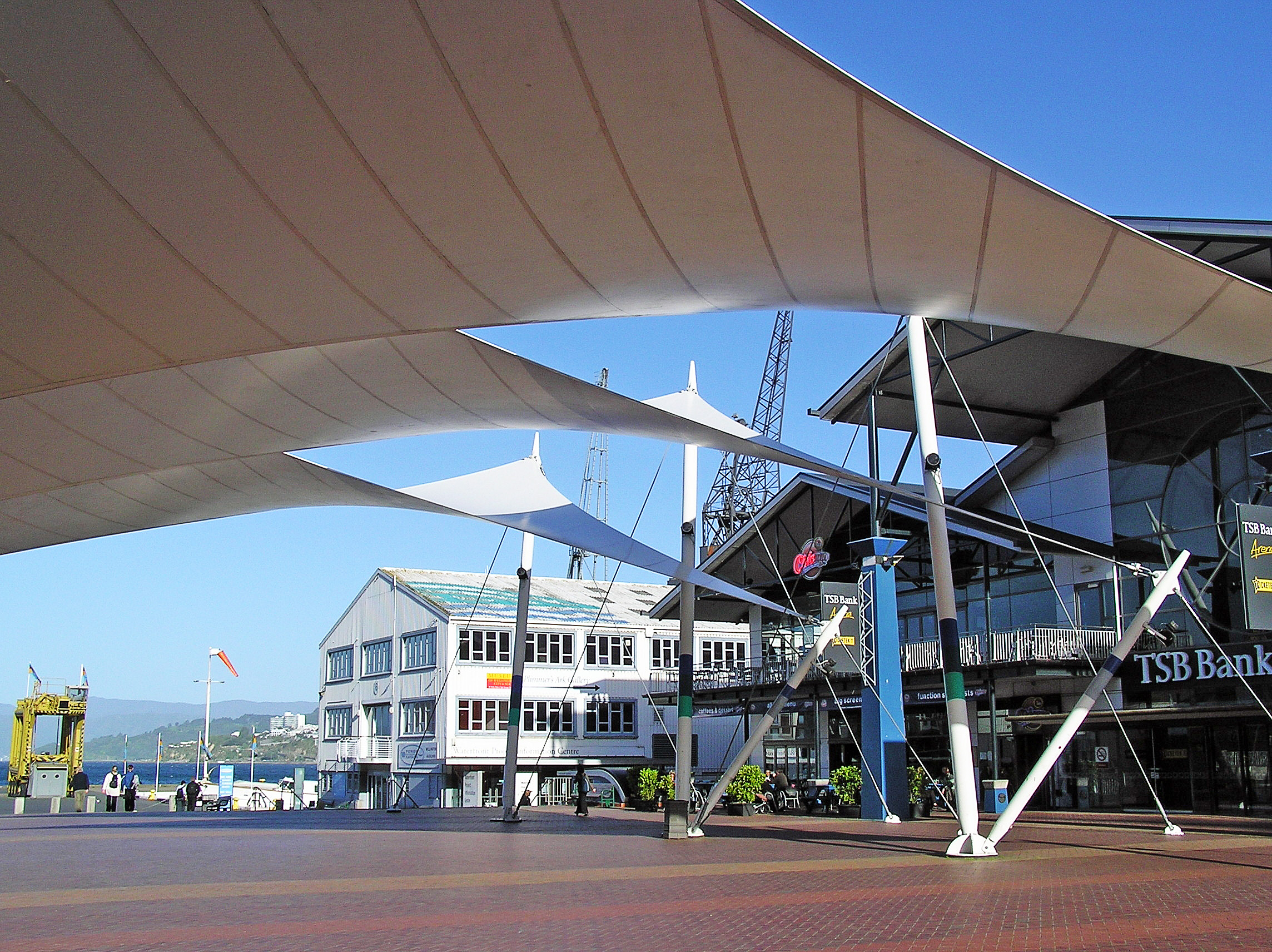
Queens Wharf nel porto di Wellington.

Il turismo è un importante settore dell'economia di Wellington. Essendo la capitale del paese, i neozelandesi costituiscono la fetta più grande di visitatori, ma vi sono oltre 500 000 visitatori stranieri ogni anno, molti dei quali provengono dall'Australia. Nel terzo millennio il settore delle navi da crociera ha conosciuto una crescita importante.

## Istruzione

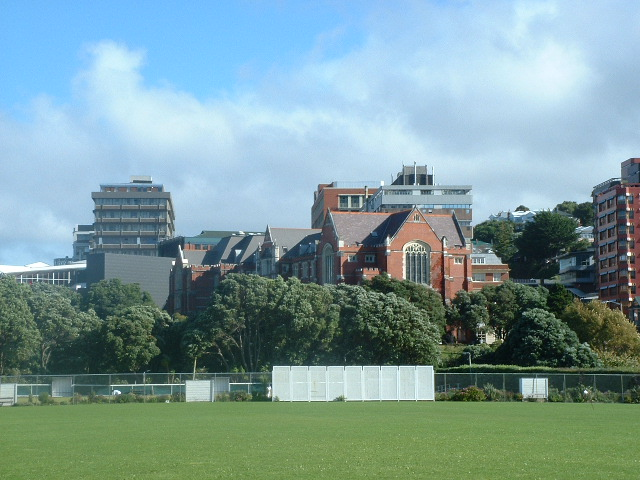
Università Victoria di Wellington

Wellington offre una varietà di istituti di istruzione superiore. L'università più importante è l'Università Victoria di Wellington, che insieme alla Massey University ha dato vita a un altro istituto per lo studio della musica, la New Zealand School of Music.
È presente in città una succursale della Otago University. Inoltre vi sono il Wellington Institute of Technology e la scuola d'arte drammatica Toi Whakaari.

## Sport

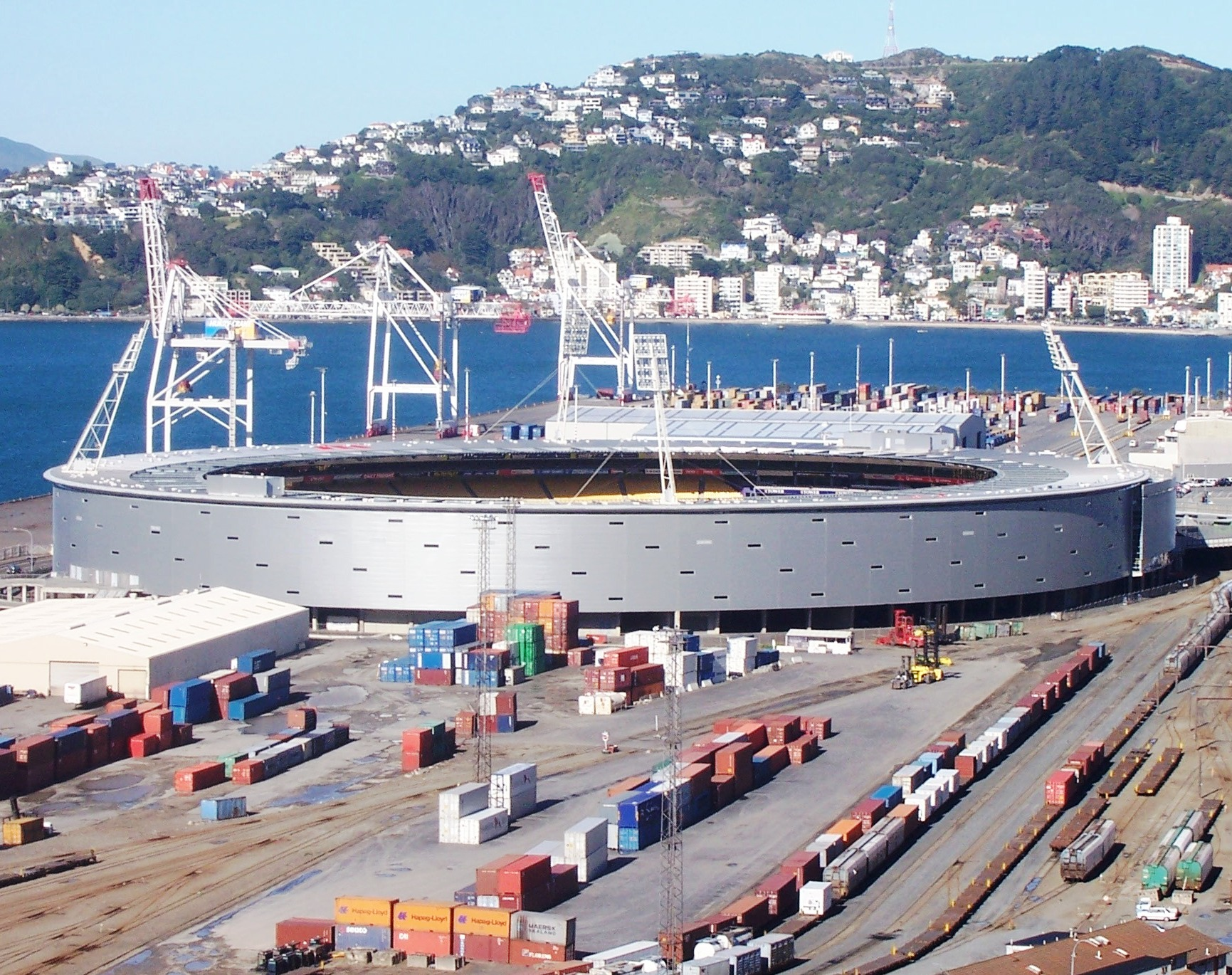
Westpac Stadium

Gli eventi sportivi ospitati a Wellington sono:
- Wellington Sevens, una gara del World Rugby Sevens Series, che si tiene presso il Westpac Stadium nel mese di febbraio. Quest'evento contribuisce ad un giro di affari di circa 6 milioni di dollari ogni anno per l'economia locale.
- Coppa del Mondo di rugby, nel 1987 e nel 2011
- Tae Kwon Do World Championships, nel 2011.
- Campionati del mondo di corsa in montagna, nel 2005.[3]
- Wellington 500 street race, tra il 1985 e il 1996
- McEvedy Shield, incontro annuale di atletica per gli studenti universitari del Rongotai College, St Patrick College (Silverstream), St Patrick College e Wellington College.

### Squadre sportive
| Nome               | Sport      | Lega                             |
| ------------------ | ---------- | -------------------------------- |
| Hurricanes         | Rugby a 15 | Super Rugby                      |
| Wellington Lions   | Rugby a 15 | National Provincial Championship |
| Capital Shakers    | Netball    | National Bank Cup                |
| Wellington Phoenix | Calcio     | A-League                         |
| Team Wellington    | Calcio     | NZFC                             |
| Wellington Saints  | Basket     | National Basketball League       |
| Wellington Orcas   | Rugby a 13 | Bartercard Cup                   |

## Infrastrutture e trasporti

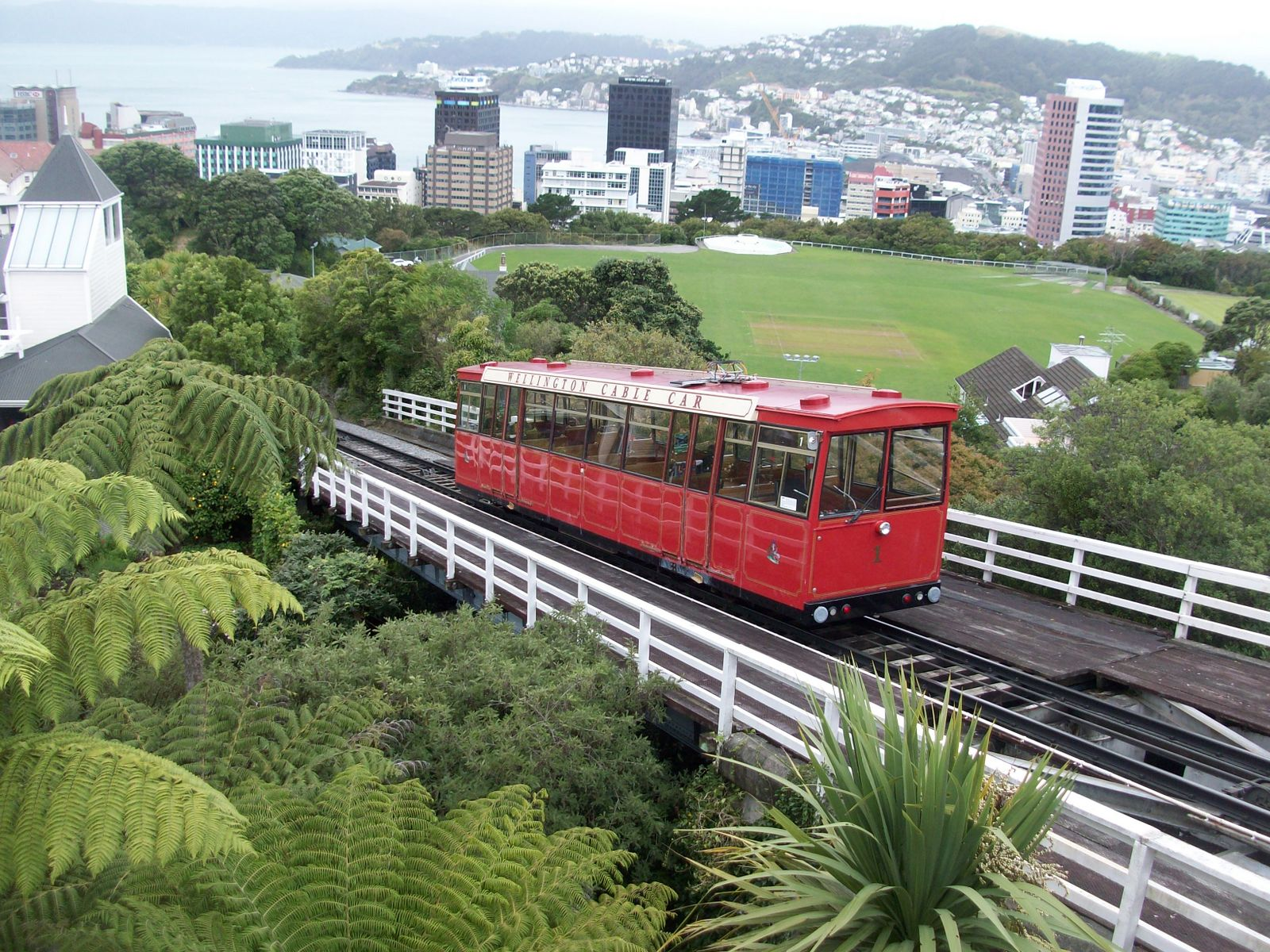
Funicolare di Wellington

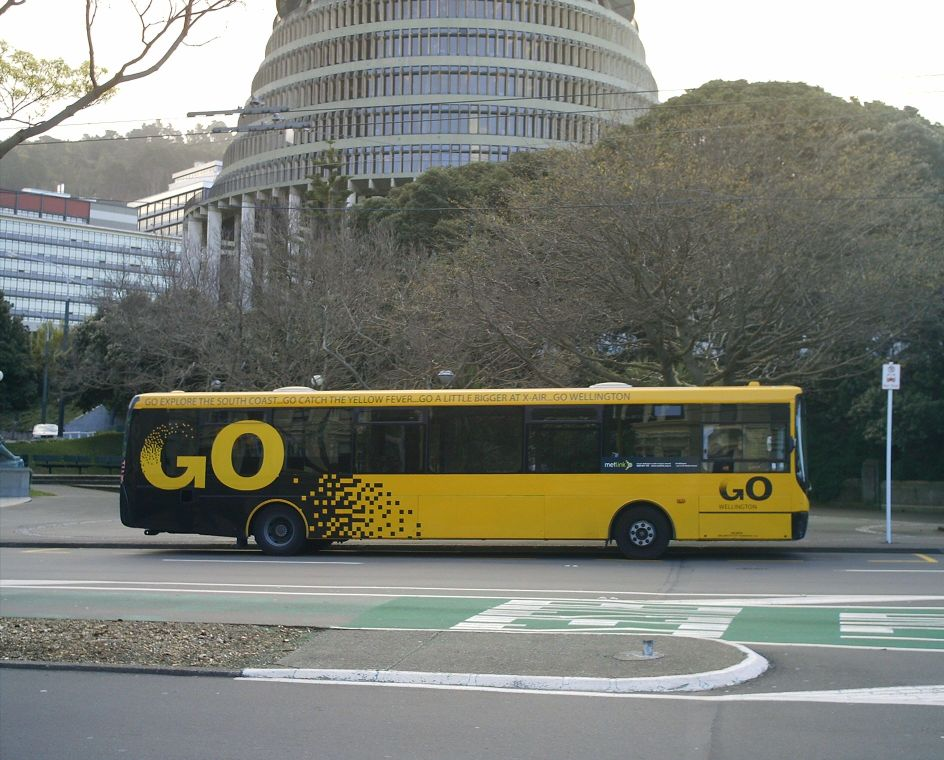
Go Wellington Bus

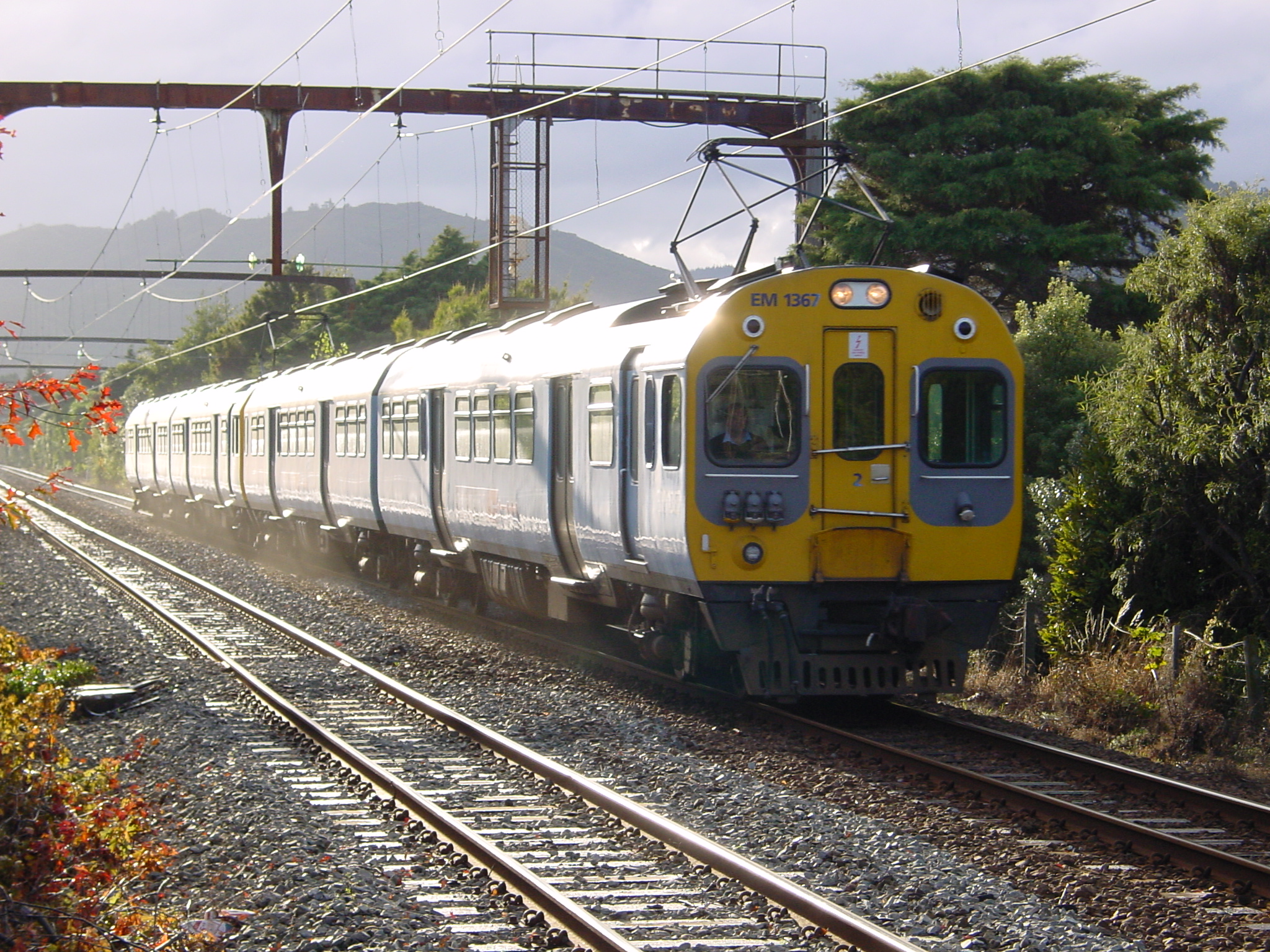
Tranz Metro EMU Wellington

Wellington è servita da diverse autostrade. Le linee di autobus a motore diesel percorrono quasi ogni parte della città, ma la maggior parte di loro si concentrano lungo il Golden Mile, dalla stazione ferroviaria di Wellington a Courtenay Place.
Due lunghe linee ferroviarie collegano Wellington alle altre città. La Capital Connection, arriva a Palmerston North, mentre The Overlander arriva ad Auckland.
Ci sono delle linee suburbane elettrificate che collegano la stazione centrale con le altre zone della città e sono la Johnsonville Line, che collega la zona nord di Wellington con Johnsonville, la Kapiti Line, che va da Porirua e Waikanae fino alla Kapiti Coast, la Melling Line, da Lower Hutt City centre via Petone, e la Hutt Valley Line, lungo la Wairarapa Line via Waterloo e Taita fino a Upper Hutt.
Molto apprezzata dai turisti, per la vista panoramica che offre sul centro cittadino, è la funicolare di Wellington, che collega il centro al sobborgo di Kelburn.
Wellington è il capolinea nord dello Stretto di Cook, che viene collegato da traghetti con l'Isola del Sud. Traghetti locali collegano invece il centro con Eastbourne, Seatoun e Petone.
Il Wellington International Airport si trova a sud-est della città, a 6 km di distanza. È servito da voli nazionali e internazionali verso l'Australia e le altre mete del Pacifico.

## Amministrazione

### Gemellaggi
- –: Pechino, Repubblica Popolare Cinese[4]
- –: Sakai (Osaka), Giappone[5]
- –: Sydney, Australia[6]
- –: Xiamen, Repubblica Popolare Cinese[7]
- –: Canberra, Australia[8]